# Silvia Șerbescu
Silvia Șerbescu (n. 27 ianuarie 1903 – d. 22 aprilie 1965) a fost o pianistă română. A fost printre primii pianiști clasici importanți produși de școala română de pian; interpretările date de ea compozițiilor lui Rahmaninov, Prokofiev și Debussy sunt memorabile. A fost și un distins pedagog al pianului, profesor la Conservatorul din București (1948–1965).

## Biografie
Silvia Șerbescu s-a născut într-o familie de intelectuali. Tatăl ei, Gheorghe Chelaru, era profesor de latină, greacă și română la Liceul Gheorghe Lazăr din București. Era, de asemenea, preceptor al principelui Nicolae și al principesei Maria, copiii regelui Ferdinand și ai reginei Maria. Mama ei, Eliza Bunescu, era fiica lui Ioan Bunescu și nepoata lui Gheorghe Ionescu, ambii compozitori de muzică corală.

A început studiile muzicale la Academia Regală de Muzică, devenită mai târziu Conservatorul de Muzică, din București: pian cu Constanța Erbiceanu, armonie și contrapunct cu Dumitru Georgescu-Kiriac și Alfonso Castaldi. Simultan, a obținut licența în matematică la Universitatea din București. În continuare, a studiat la École normale de musique din Paris, cu Lazare Lévy și Alfred Cortot, obținând o licence de concert cu distincție.
Debutul în București, cu Concertul pentru pian Nr. 1 de Liszt (1928), urmat de un recital un an mai târziu, a fost perceput ca senzațional. George Breazul scria: „... Silvia Șerbescu pășește în viața muzicală românească, răspunzând superlativ aspirațiilor noastre muzicale.” Constanța Erbiceanu considera arta Silviei Șerbescu drept „sinteză a gândirii masculine și a sensibilității feminine.” Mâinile mari și expresive ale Silviei, asemănătoare cu ale Clarei Schumann, ar putea fi explicația anatomică a „caracterului monumental al interpretărilor ei, a senzației de spațiu, de orizonturi larg deschise”, a menționat muzicologul Iosif Sava când a încercat să-i caracterizeze stilul pianistic. În plus, o implicare autentică, existențială, în interpretare ar putea explica impresia puternică pe care ea o făcea asupra publicului.
Silvia Șerbescu a dat concerte și recitaluri în Cehoslovacia, Finlanda, Franța, Italia, Iugoslavia, Polonia, Suedia, Uniunea Sovietică, Turcia, colaborând cu dirijori renumiți ca Nikolai Anosov, Ernest Ansermet, Paavo Berglund, Sergiu Comissiona, Aleksandr Gauk, George Georgescu, Václav Neumann, Ionel Perlea, Constantin Silvestri și mulți alții. În anii 1955–1957 a fost numită solistă a Filarmonicii „George Enescu” din București, cu care a concertat în Cehoslovacia și Uniunea Sovietică.
Un punct culminant în cariera Silviei Șerbescu a fost seria de recitaluri din 1962 în care a interpretat cele două caiete cu 24 de Preludii de Debussy, cu ocazia centenarului nașterii compozitorului. A colaborat și cu George Enescu, al cărui autograf pe programul recitalului lor din 29 decembrie 1942 este dedicat „Partenerei mele atât de remarcabile din această seară, admirație și respect”.
Începând din 1948 până la decesul ei în 1965 a fost profesor de pian la Conservatorul din București. Mulți dintre elevii săi, ca Sanda Bobescu, Mihai Brediceanu, Lavinia Coman, Constantin Ionescu-Vovu, Theodor Paraschivescu, Liana Șerbescu, Georgeta Ștefănescu-Barnea, Alexander Șumski, Sever Tipei și alții au avut cariere semnificative. Pentru calitățile ei muzicale și umane, Iosif Sava a numit-o „unul dintre cei mai iubiți profesori”. Un bust al Silviei Șerbescu, sculptat de Gheorghe D. Anghel, se află în sala principală a Conservatorului.
Silvia Șerbescu a fost căsătorită cu inginerul Florian Șerbescu; fiica lor, Liana Margareta, este de asemenea pianistă. Silvia Șerbescu a decedat în București, la 22 aprilie 1965.

## Repertoriu
Repertoriul Silviei Șerbescu cuprindea compoziții de Bach, Beethoven, Brahms, Liszt, Debussy, Ravel, Busoni, Respighi, Enescu, De Falla, Albeniz și, cu mențiune specială, Rahmaninov și Prokofiev. Ea a interpretat în premieră în România Rapsodie pe o temă de Paganini de Rahmaninov, Fantezie indiană de Busoni, Nopți în grădinile Spaniei de De Falla, Toccata pentru pian și orchestră de Respighi, Concertele pentru pian Nr. 2 și Nr. 3 de Prokofiev și Concertul pentru pian pentru mâna stângă de Ravel. A fost printre primii pianiști care au interpretat foarte dificila Sonată Op. 24 Nr. 1 în fa diez minor de George Enescu.

## Înregistrări
Numai câteva din înregistrările făcute de Silvia Șerbescu au supraviețuit.
- Prokofiev: Concert pentru pian și orchestră Nr. 3 în do major, Orchestra simfonică a Uniunii Sovietice, dirijor Nikolai Anosov. Electrecord, București, 1956 (ECD 22).
- Silvia Șerbescu: Recital: Muzică spaniolă. Electrecord, București, 1967 (ECC 866).
- Silvia Șerbescu: Recital: Albeniz, Debussy, Rahmaninov, Prokofiev. Casa Radio, București, 2004 (CD).
- Debussy 150. Casa Radio, București, 2012 (CD).
- Silvia și Liana Șerbescu: Bach și Respighi. Electrecord, București, 2014 (EDC 1108-1109).

## Premii și distincții
- Premiile Dini Poenaru-Căplescu și Paul Ciuntu (1924)[16]
- Ordinul „Meritul Cultural” în gradul de Medalie cl. I, pentru artă (1 februarie 1943)[17]
- Premiul de Stat al Republicii Populare Române (1955)
- titlul de Artist Emerit al Republicii Populare Romîne (20 mai 1955) „cu prilejul împlinirii a 90 de ani de la înființarea Conservatorului de muzică «Ciprian Porumbescu» și pentru merite deosebite în activitatea didactică și artistică”[18]